# Genthin
Genthin é um município da Alemanha, situado no distrito de Jerichower Land, no estado de Saxônia-Anhalt. Tem 230,72 km² de área, e sua população em 2019 foi estimada em 13.761 habitantes.